# Jorge de León (tenor)
Jorge de León (San Cristobal de La Laguna, es un tenor español con los matices de spinto y heldentenor.

## Biografía
Es hijo predilecto de la ciudad de San Cristóbal de La Laguna, Tenerife. Después de estudiar canto en el Conservatorio profesional de música de Santa Cruz de Tenerife , en la cátedra de Isabel García Soto, completó sus estudios en Italia con Giuseppe Valdengo y en España con Alfonso García Leoz. Después de varias actuaciones en España, salta a la fama cuando en 2004 ganó el premio al mejor tenor José Carreras en el "Julián Gayarre" (éxito que repitió el año siguiente). 
Logró un éxito notable con Aida en Niza, con Carmen en Madrid y Cyrano de Bergerac (interpretando a Christian) en el Teatro de la Maestranza de Sevilla. En 2010 volvió a Italia, siempre con Carmen, dirigida por Zubin Mehta en el Arena de Verona. En 2011 cantó Carmen en el San Carlo de Nápoles, Madama Butterfly en el Teatro Petruzzelli de Bari, Tosca y Carmen (dirigida por Wellber) en el Teatro Massimo de Palermo. En 2012 tuvo un gran debut en La Scala con Aida, y en el Nuevo Teatro del Maggio Florentino de Florencia con Turandot (también dirigida por Zubin Mehta).
En enero de 2017 debutó en el Gran Teatro del Liceo de Barcelona, en donde interpretó "Nessun dorma" de Turandot, de Puccini, y emocionó al público.
El 27 de marzo de 2023 recibió el premio a Mejor Intérprete Masculino de Lírica, por su interpretación de Radames en la ópera Aida producida por el Teatro Real, en la primera edición de los Premios Talía, que se celebraron en el Teatro Español de Madrid.
Así como en la  segunda edición de los premios Talía 2024, al Mejor Interprete Masculino de la lírica, por su Interpretación de Lázaro en la Opera La Dolores Producida por el Teatro de la Zarzuela

## Roles (selección)
| Alfano: - Christian en Cyrano de Bergerac Bizet: - Don José en Carmen Falla: - Paco en La vida breve Giordano: - Papel principal en Andrea Chénier Leoncavallo: - Canio en Pagliacci Mascagni: - Turiddu en Cavalleria rusticana Moreno Torroba: - Javier en Luisa Fernanda Ruperto Chapí - Leonardo en La Bruja Amadeo Vives - Don Fabrique, comendador de Ocaña en La Villana - Fernando en Doña Francisquita - Roberto Randel en 'Bohemios Jacinto Guerrero - Juan Luis en Huésped del Sevillano - Gustavo en Los Gavilanes Federico Moreno Torroba - Jose Maria en Chulapona Emilio Arrieta - Jorge en Marina Tomás Bretón - Lázaro en La Dolores |  | Puccini: - Renato Des Grieux en Manon Lescaut - Mario Cavaradossi en Tosca - Pinkerton en Madama Butterfly - Kalaf en Turandot - Rinuccio en Gianni Schicchi - Luigi en Il Tabarro Sorozábal: - Ricardo en Manojo de Rosas - Príncipe Sergio en Katiuska, la mujer rusa Verdi: - Gastón en Jerusalén - Macduff en Macbeth - Manrico en Il trovatore - Ricardo en Un ballo in maschera - Radamés en Aida - Papel principal en Otello - Requiem de Verdi Jules Massenet - Papel principal en "Le Cid" |